# Kerma
Kerma (àrab: كرمة, Karma) és el nom modern donat al que fou el centre d'un regne de Núbia probablement anomenat pels egipcis Kash (d'on va derivar Kus o Kush) al sud de la segona cascada del Nil, potser fins a la quarta cascada del Nil. (Iam alguns el situen entre la cinquena i sisena cascades i era independent però d'altres el consideren el nom del regne en el primer estadi de la cultura de Kerma i situat entre la segona i quarta cascades. El nom antic de la ciutat no es coneix. En el segon estadi el nom de Kus pel regne (que els egipcis donaren a la part central de Núbia), tot i que molt probable, està encara per demostrar.
El nom ve de la moderna ciutat sudanesa de Kerma o Karmah a uns 15 km al sud de la tercera cascada, a la riba est del riu.
El poblat més antic a Kerma està datat de poc després del 5000 aC (vers 4800 aC) i correspon a una cultura de pastors identificada des del 7500 aC, any en què s'han trobat les primeres proves de domesticació dels ramats; un cementiri d'aquest període s'ha trobat igualment.
El segon poblat de Kerma correspon a la gent assenyalada com a grup A de Núbia (vers el 3500 al 2200 aC) possibles descendents de la cultura de pastors antriors, i s'anomena Pre-Kerma. Tenia unes 50 cases rodones d'uns 3 m de diàmetre amb alguna de més de 7 m suposadament per altres funcions o ocupades pels caps; només dues cases són rectangulars potser per emmagatzemar bestiar. Abans del 2500 aC el Nil de sobte es va desviar a l'oest i l'establiment de Pre-Kerma fou abandonat, i es va construir una nova ciutat prop del riu que esdevindrà la capital en el període proper.
La cultura de Kerma, corresponent al tercer poblat, es va iniciar al final d'aquest període amb l'arribada del grup C (període anomenat Antic Kerma) i vers el 2000 aC es va consolidar amb centres principals a Kerma i l'illa de Sai (període de Kerma mitjà). Se suposa que fou des aquesta època (vers el 2000 aC)la principal ciutat de Núbia i fou així durant uns cinc-cents anys. El seu nom antic no és pas conegut, i se li dona el nom modern, però els egipcis anomenaven a la regió com Kus o Kush que podria ser també el de la capital. Situada al mig d'una regió fèrtil i on plovia sovint aleshores estava ben situada per ser capital d'un estat. Estava a uns 250 km de la fortalesa egípcia més propera.
El seu cementiri és a uns 3 km a l'est del Nil. Excavada per Reisner (1913-1915) es va tornar a excavar des del 1973. La ciutat estava rodejada de muralles i tenia un palau i un santuari, així com unes 200 cases rodones al principi i més tard rectangulars; el palau estava rodejat d'una estructura d'uns 12 metres de diàmetre i d'una estructura rectangular quatre vegades més gran; fora de les muralles hi havia moltes més cases; sembla que hi havia un area de temples dedicats al culte dels reis morts; a la vora del riu hi havia llocs per fer barques i magatzems; a 3 km a l'est hi havia el cementiri; l'edifici principal o almenys el més gran fou una casa de base de rajola que mesurava a la darrera fase un 18 metres d'altura y 50 x 25 als costats; aquest edifici és conegut com a Deffufa Occidental (Deffufa és el nom antic de les cases de rajola al Sudan), mentre que un edifici similar però una mica més petit situat al cementiri és conegut com a Deffufa oriental; no se sap perquè servien aquestes "Deffufa" però se suposa que foren temples.
En el cementiri (que cobreix una superfície d'1,8 x 0,8 kilòmetres), es troben tombes fins a una data propera al 1500 aC (vers 1480 aC) en un nombre aproximat de trenta-cinc mil.
Les més antigues estan al nord i les darreres al sud; en aquesta part i ha quatre muntanyes artificials de 90 metres de diàmetre i altres de més petites que se suposa corresponien a les tombes dels reis i estan properes al Deffufa oriental que podria ser la capella funerària del reis; en el cementiri, per arreu, hi ha rombes amb pedres petites i pedres grans, essent aquestes darreres les de les persones de més importància; els cossos estan enterrats en forats ovals d'1,5 metres de fondo, amb menjar a la vora; els cossos estan flexionats mirant a la dreta, les mans a la cara, els peus cap a l'est i el cap en direcció a l'oest, mirant de nord. Inicialment estaven en estores però més tard es col·locaren en llits com si dormissin, i tapats amb una estora; a les tombes més recents hi ha varius individus en una de sola, que se suposa foren sacrificis humans; molta gent era enterrada amb el seu gos; els sepulcres eren tapats amb munts de terra decorats amb pedres blanques o negres del desert.
Les tres tombes més gran al sud tenen 90 metres de diàmetre i quasi 4 metres d'alt; dins l'estructura es van fer parets de rajola per evitar el moviment de l'arena; al centre del munt hi havia una cambra petita connectada a un corredor que recorria el diàmetre de la tomba; a la cambra hi havia el cos del rei i les seves possessions més apreciades; hi havia portes de fusta i les parets enguixades (on s'aprecien restes de pintures) i sembla que se'ls hi posava una barca pel seu futur viatge pel riu; els primers reis van ser enterrats en arena i la idea de la cambra sembla que pogué ser importada d'Egipte; als corredors hi havia dotzenes (en un cas més de 300) de cossos de gent que devien ser sacrificada amb la mort del rei com el seu servi personal, i també dones i nens; les dones dels reis i les dones al servei del rei sembla que eren enterrades amb aquest; després de l'enterrament i de guarnir amb pedres la muntanya d'arena se sacrificaven animals (per milers) i les seves pells dispersades pel perímetre; a les tres tombes s'hi va col·locar un monòlit de marbre de 10 tones; els anys següents, a la vora de la gran tomba, s'anaven formant tombes subsidiàries, algunes força riques i amb moltes persones sacrificades, que devien correspondre als més importants propers del rei.
Alguns regnes menors com Irtjet, Zatju i Wawat quedaren unificats sota un sol rei i se suposa que això fou obra del rei de Kerma. Vers el 1900 aC Kerma era un regne unificat i el faraó Sesostris I va començar a establir algunes posicions militars a la frontera, i Sesostris III va construir fortaleses, com la de Buhen, i va dirigir almenys un atac a Kerma, atac en el qual el cronista diu, fent parlar el faraó: "Me'n vaig emportar a les seves dones, als seus homes de totes les edats, vaig capturar els seus pous, vaig matar els seus bous, i vaig emportar-me o cremar les seves collites".
La tercera fase de la cultura de Kerma (anomenada Kerma clàssica) està datada des de vers el 1700 aC, però després de 150 anys fou eliminada pels egipcis que, després d'alguns atacs previs vers 1550-1530, conqueriren la ciutat i regne de Kerma o Kus vers el 1530 aC sota Tuthmosis I (i la dominaren entre el 1530 aC i el 1325 aC). El darrer rei de Kus fou portat a Egipte "penjat del revés a la proa de la barca de remolc del faraó". El govern del territori fou concedit a un fill del faraó. Vuitanta anys després (vers 1452 aC) la gent de Kerma es va revoltar essent faraó Amenhotep II, però foren derrotats i set dels líders de la revolta foren capturats i executats personalment pel faraó amb la maça reial, i els cadàvers de sis d'ells foren penjats de les parets del temple d'Amon a Tebes, i el setè de les parets d'una ciutat de Núbia "perquè el victoriós poder de sa majestat pugui ser vist per tot el poble i per sempre"
La fase més coneguda és la Kerma clàssica de la que com s'ha dit, a l'excavació de la ciutat, s'ha trobat un palau i moltes tombes que són d'aquest període. De les tres principals tombes esmentades es creu que una pertany al rei Nedjeh que degué ser uns dels més poderosos i fou enterrat amb uns 300 servidors. Es coneixen els noms d'un parell de reis de Kerma (Awawa vers 1850 aC, i Nedjeh vers el 1650 aC) a través dels egipcis. D'Awawa (o Awa'a) s'ha trobat el nom escrit en tinta en trossos d'una escultura d'argila trencada expressament (es devia considerar la imatge de l'enemic), feta vers el 1850 aC, i només es diu que era "rei de Kus"; el segon és esmentat en un jeroglífic trobat a Buhen que fou ocupada per Kerma durant el primer període entremig, i que pertanyia a un soldat que explica que havia servit al rei nubià i que s'havia "rentat els peus amb el rei Nedjeh a les aigües de Kus"
Més tard, quan s'acaba el domini egipci, el centre de poder nubià es va desplaçar cap a Napata, més a l'est, on amb el temps va sorgir un nou regne.